# Тейлор, Макс
Ма́ксвелл «Макс» Те́йлор (англ. Maxwell «Max» Taylor; 19 апреля 1945) — британский юридический психолог, специалист по терроризму и сексуальным преступникам. Также занимался проведением мероприятий по улучшению психологического состояния детей в зонах военных конфликтов.

## Биография
В 1983—2005 годах — профессор и заведующий кафедрой прикладной психологии Ирландского национального университета в Корке.
В 2005—2012 годах — профессор международных отношений и директор электронного обучения, а с 2008 года директор — Центра изучения терроризма и политического насилия Сент-Эндрюсского университета.
С 2012 года — приглашённый профессор кафедры безопасности и криминалистики Университетского колледжа Лондона.
Соредактор научного журнала Terrorism and Political Violence, редактор совместно с П. М. Карри и Дж. Хорганом New Directions in Terrorism Studies Series публикуемой Bloomsbury Press.

## Научно-исследовательская деятельность
В 1993—2004 годах занимался развитием Отдела исследования детства, проводившего свою работу в Хартуме, а позднее имевшего отделения в Эфиопии (Аддис-Абеба), Кигали, Руанде, во время Югославских войн в Сараево. Также занимался проведением мероприятий по улучшению психологического состояния детей в зонах военных конфликтов. В 1994–1996 годах был Специальным представителем ЮНИСЕФ в бывшей Югославии.
В 1998 году при финансовой поддержке Европейского союза совместно с Отделом по борьбе с педофилией Службы столичной полиции создал проект COPINE (англ. Combating Paedophile Information Networks in Europe — Информационные сети по борьбе с педофилией в Европе), в рамках которого совместно с коллегами разработал шкалу COPINE — классификацию степеней сексуального насилия над детьми на фотографиях и других визуальных материалах эротического и порнографического содержания, используемая как при проведении научных исследований, так и правоохранительными органами. Эта шкала легла в основу работу Консультационной комиссии Великобритании по назначению наказания при принятии решений в отношении осуждённых преступников. Десятиуровневая типология была основана на анализе изображений доступных на веб-сайтах и в интернет-новостях. Данная система стала классической, поскольку и другие исследователи составляли свои шкалы из десяти уровней. Кроме того Тейлор описал угрозы исходящие от виртуальной детской порнографии, втягивающей в свои сети несовершеннолетних.
ВО время работы в Сент-Эндрюсском университете Тейлор разработал новаторскую образовательную технологию изучения терроризма, позволившую готовить специалистов в этой области с выдачей сертификата, диплома или присуждения магистра гуманитарных наук (англ. Master of Letters) в области исследования терроризма. Отличительной чертой программ изучения терроризма было то, что в них внимание сосредоточено на сочетание теории с практикой. Кроме того он разработал программы бакалавриата и магистратуры по информационным технологиям для Национального центра дистанционного образования, где Тейлор был руководителем курса по общественным и поведенческим наукам.
Большую часть своей научно-исследовательской деятельности, Тейлор был озабочен вопросами применения психологии к насущным проблемам жизни. Отчасти благодаря этому произошло развитие и использование психологических открытий в новых непроверенных обстоятельствах, но кроме этого было постоянное стремление соединить теорию и практику с повседневностью. Он был одним из первых исследователей, изучающих психологические факторы в развитии терроризма, а также в изучении связей между ситуационным анализом преступности и поведением террористов. Его прежняя работа была основана на всё предыдущем опыте исследования поведения, а теперь он уделяет большое внимает таким факторам как экология и окружающая среда. Недавние исследования охватывают терроризм в Интернете.

## Научные труды

### Монографии
- Taylor, M., Roach, J., Pease, K. (2015) "Evolutionary Psychology and Terrorism." Routledge, ISBN 978-1138774582
- Taylor, M., Holbrook, D., Currie, PM (2013) Extreme Right Wing Political Violence and Terrorism. Continuum Press, ISBN 9781441151629
- Taylor, M, Currie, PM (2012) Terrorism and Affordance Continuum Press, ISBN 9781441133816
- Currie PM, Taylor M (2011). Dissident Irish Republicanism. Continuum Press, ISBN 978-1-4411-5467-5
- Quayle E, Erooga M, Wright L, Taylor M, Harbinson D (2006). Only Pictures? Therapeutic work with Internet sex offenders. Russell House Publishing, ISBN 978-1-903855-68-3
- Quayle E, Taylor M, eds. (2005). Viewing child pornography on the Internet. Understanding the offence, managing the offender, helping the victims. Russell House Publishing, ISBN 978-1-903855-69-0
- Taylor M, Quayle E (2003). Child Pornography: An Internet Crime. Routledge, ISBN 978-1-58391-244-7
- Taylor M, Horgan J (2000). The Future of Terrorism. Cass series on political violence, Routledge ISBN 978-0-7146-8090-3
- Taylor M, Quayle E (1994). Terrorist Lives. Brassey's, Ltd., ISBN 978-0-08-041327-3
- Taylor M (1991). The Fanatics. A Behavioural approach to political violence. Brassey's, ISBN 978-0-08-036274-8
- Taylor M (1988). The Terrorist. Brassey's Defence Publishers, ISBN 978-0-08-033602-2

### Статьи
- Criminogenic qualities of the Internet. Dynamics of Asymmetric Conflict, 2015, 8 (2), pp 97-106
- Evolutionary Psychology, Terrorism and Terrorist Behaviour. In  "Evolutionary Psychology and Terrorism." Taylor, M., Roach, J., Pease, K. (Eds) Taylor & Francis, 2015
- National Interest and Strategy: an ecologically grounded analysis. In Edmunds, T., Gaskarth, J. and Porter, R. (Eds.) British Foreign Policy and National Interest: Identity, Strategy and Security. Palgrave Macmillan, 2014
- If I Were You, I Wouldn't Start From Here: Response to Marc Sageman's “The Stagnation in Terrorism Research” Taylor, M. Terrorism and Political Violence, 2014, DOI: 10.1080/09546553.2014.895650
- Developing grading processes for ideological content. Holbrook, D. and Taylor,  M. Journal of Policing, Intelligence and Counter Terrorism, 2014, 9, (1), 32–47
- Terroristic Content: Towards a Grading Scale. Holbrook, D., Ramsay, G., Taylor, M. Terrorism and Political Violence, 2013, 25, issue 2, pp. 202–223.
- Terrorism. in Graham Davies and Anthony Beech (Eds) Forensic Psychology. Crime, Justice, Law, Intervention. 2nd Edition. BPsS and John Wiley, 2012.
- Radicalisation and Internet propaganda by Dissident Republican Groups in Northern Ireland since 2008. Nalton, J, Ramsey, G and Taylor, M. In Dissident Irish Republicanism. Currie, P.M. and Taylor, M. (Eds)  New York: Continuum Press, 2011.
- Disengagement, De-radicalization and the Arc of Terrorism: Future Directions for Research, Horgan, J. and Taylor, M.  in Rik Coolsaet (Ed.) Jihadi Terrorism and the Radicalization Challenge. London: Ashgate. 2011
- Social Networking as a nexus for engagement and exploitation of young people. Quayle, E., Taylor, M. Information Security Technical Report 2011, 16, 44–50
- Introduction. In Dissident Irish Republicanism. Currie, P.M. and Taylor, M. (Eds) New York: Continuum Press, 2011.
- New Labour, Defence and the ‘War on Terror’. In Gaskarth, J. and Daddow, O. In British Foreign Policy: The New Labour Years, Palgrave Macmillan, 2011
- Is Terrorism a Group Phenomenon? Aggression and Violent Behavior[англ.], 15 (2010), 121–129
- Financial Intelligence: A price worth paying? Parker, M. and Taylor, M. Studies in Conflict and Terrorism, 33, (2010), 949–959
- Violent Radical Content and the Relationship between Ideology and Behaviour: Do Counter-Narratives Matter? Taylor, M. & Ramsay, G. In National Coordingator for Counter Terrorism, Countering Violent Extremist Narratives. The Hague, Netherlands, Jan 2010
- Somalia and the Horn of Africa. In A.P. Schmid and G.F. Hindle After the War on Terror: Regional and Multilateral Perspectives on Counter-Terrorism Strategy. RUSI Books, London. 2009
- Criminogenic qualities of the Internet in the collection and distribution of abuse images of children. Taylor, M. and Quayle, E. In J. McCarthy, E. Quayle, S. Aylwin and F. Lyddy. Applying Psychology: A feitschrift for Dr Elizabeth A. Dunne. Irish Journal of Psychology, 2008, 29, 119–130
- Mad, Bad or Freedom Fighters: The new challenges of terrorism. In Sharpe, M. (Ed) Suicide Bombers: The Psychological, Religious and Other Imperatives. NATO Science for Peace Programme. IOS Press, Amsterdam. 2008
- A Conceptual Framework for Addressing Psychological Process In The Development of The Terrorist. Taylor, M. and Horgan, J. Terrorism and Political Violence, 2006, 18:585–601
- Taylor, M. and Elbushra, M.Hassan al-Turabi, Osama bin Laden and al Qaeda in Sudan. Terrorism and Political Violence, 2006, 18:3 pp449–64
- Horgan, J. and Taylor, M.  "Insurgency in Ireland: A preliminary analysis of the Provisional IRA ceasefire – 1994–1996", in Albrecht Schnabel and Rohan Gunaratna, Understanding and Managing Insurgent Movements, Singapore: Marshall Cavendish International, 2006, pp. 124–152.
- The Internet and abuse images of children; search, precriminal situations and opportunity. Taylor, M. and Quayle, E. In Wortley, R. and Smallbone, S. (Eds) ‘Situational perspectives of Sexual Offences against Children’ Crime Prevention Studies Series (jointly published by Criminal Justice Press (US) and Willan Publishing (UK). 2006
- Sex offenders, Internet child abuse images and emotional avoidance: The importance of values. Quayle, E., Vaughan, M. and Taylor, M. (2005) Aggression and Violent Behavior[англ.], 11, 1–11
- A Cognitive Behavioural Model of Problematic Internet Use in People with a Sexual Interest in Children. E.Quayle and M. Taylor. CyberPsychology and Behaviour, 2003, 6, 93–106
- Child pornography and the Internet: Perpetuating a cycle of abuse E. Quayle and M. Taylor. Deviant Behaviour[англ.], 2002, 23, 331–362
- Paedophiles, Pornography and the Internet: Assessment Issues E.Quayle and M. Taylor. British Journal of Social Work, 2002, 32, 863–875
- Typology of Paedophile Picture Collections. (with Holland G. and Quayle E.) Police Journal, 2001, 71, 97–107
- Child seduction and self-representation on the Internet: A case study E.Quayle and M. Taylor. CyberPsychology and Behavior, 2001, 4 (5), 597–608
- The Psychological and Behavioural bases of Islamic Fundamentalism. Taylor, M. and Horgan, J. Terrorism and Political Violence, 2001, 13, 37–71
- Examining Burglar’s Target Selection: Interview, Experiment or Enthnomethodology? Nee, C. and Taylor, M.  Psychology, Crime and Law, 2000, 6, 45–59
- Future developments of terrorism in Europe. (with Horgan, J.) Terrorism and Political Violence, 1999, 11, 83–93
- Towards a psychology of surveillance. (with Horgan J. and Sarma, K.) The Police Journal April 1999, 161–167
- Playing the green card: financing the Provisional IRA – Part 1. (with Horgan, J.) Terrorism and Political Violence, 1999, 11, 1–38
- The Provisional Irish Republican Army: Command and Functional Structure. (with J. Horgan) Terrorism and Political Violence, 1997, 9, 1–32
- Issues in Terrorism Research (with Hogan, J.) The Police Journal, Vol. LXX, July–September 1997, 3, 193–202
- Proceedings of the Irish Republican Army general army convention December 1969'(with Hogan, J.) Terrorism and Political Violence, 1997, 9, 151–158
- Resurgence of a Terrorist Organisation: Part 1: The UDA, a case study. Taylor, M. and Cusack, J. Terrorism and Political Violence 1993, 5, 1–27
- Rational Choice, Behaviour Analysis and Political Violence. In Routine Activity and Rational Choice – Advances in Criminological Theory. Clarke, R.V.  and Felson, M. (Eds) Transaction Press: Rutgers, New Jersey. 1992